# Butoconazol
Butoconazolul este un antifungic derivat de imidazol, fiind utilizat în tratamentul unor micoze vaginale, precum candidoza. Calea de administrare disponibilă este cea vaginală (sub formă de cremă).